# Comitatul Yell, Arkansas
Comitatul Yell, conform originalului din limba engleză, Yell County, este unul din cele 75 de comitate ale statului american Arkansas. Conform Census 2000, populația totală era de 21.139 de locuitori. Comitatul, aidoma comitatului Arkansas (dar și altora), are două sedii, localitățile Dardanelle și Danville.
Comitatul Yell este cel de-al 41-lea comitat al statului Arkansas. Format la 5 decembrie 1840, comitatul a fost numit după Archibald Yell, primul membru al United States House of Representatives din partea statului și cel de-al doilea guvernator al statului. Este un comitat care interzice producerea, comercializarea și folosirea alcoolului, care este denumit în engleză dry county (comitat uscat în limba română).
Yell County este, alături de Pope County, parte a Zonei micropolitane statistice a localității Russellville.

## Geografie
Conform biroului de recensăminte al Statelor Unite ale Americii, United States Census Bureau, comitatul are o suprafață de 2.457 km² (adică 949 mile patrate), dintre care 2.402 km² (sau 928 mile pătrate) reprezintă uscat, iar restul de 55 km² (sau 52 mi²), este apă (2,21 %).

### Drumuri importante
- Highway 7
- Highway 10
- Highway 27
- Highway 28
- Highway 60
- Highway 80
- Highway 154

### Comitate înconjurătoare
- Pope County  (nord)
- Conway County  (nord-est)
- Perry County  (est)
- Garland County  (sud-est)
- Montgomery County  (sud)
- Scott County  (vest)
- Logan County  (nord-vest)

### Zoneprotejate naţional
- Holla Bend National Wildlife Refuge (parțial)
- Ouachita National Forest (parțial)
- Ozark National Forest (parțial)

## Localnici de prestigiu
- Actorul Arthur Hunnicutt, nominalizat pentru premiul Oscar, s-a născut la 17 februarie 1910 în Gravelly
- Fostul director al FEMA, James Lee Witt a locuit în comitat

## Demografie
|  | Graficele sunt indisponibile din cauza unor probleme tehnice. Mai multe informații se găsesc la Phabricator și la wiki-ul MediaWiki. |

Date: Wikidata - grafică realizată de Wikipedia